# Kalekoveț, Plovdiv
Kalekoveț (în bulgară Калековец) este un sat în comuna Marița, regiunea Plovdiv,  Bulgaria. 

## Demografie
Componența etnică a satului Kalekoveț
     Turci (2,2%)
     Bulgari (70,5%)
     Romi (17,59%)
     Nicio identificare (9,46%)
     Altele (0,22%)
La recensământul din 2011, populația satului Kalekoveț era de 2.631 locuitori. Din punct de vedere etnic, majoritatea locuitorilor (70,5%) erau bulgari, existând și minorități de romi (17,59%) și turci (2,2%). Pentru 9,46% din locuitori nu este cunoscută apartenența etnică.